# Ronde pévéloise 2014
La 5e édition de la Ronde pévéloise a eu lieu le 13 juillet 2014. La course fait partie du calendrier UCI Europe Tour 2014 en catégorie 1.2. La course est remportée par le Français Benoît Daeninck (CC Nogent-sur-Oise) qui a parcouru les 174,9 kilomètres en 3 h 57 min 52 s, soit à une vitesse moyenne de 44,092 kilomètres par heure. Il effectue son sprint en même temps que le Belge Baptiste Planckaert (Roubaix Lille Métropole). Ils sont immédiatement suivis par le Néo-Zélandais Cameron Karwowski (Veranclassic-Doltcini). Soixante-huit coureurs sur les cent-trente-quatre qui ont pris le départ ont franchi la ligne d'arrivée.

## Présentation

### Parcours

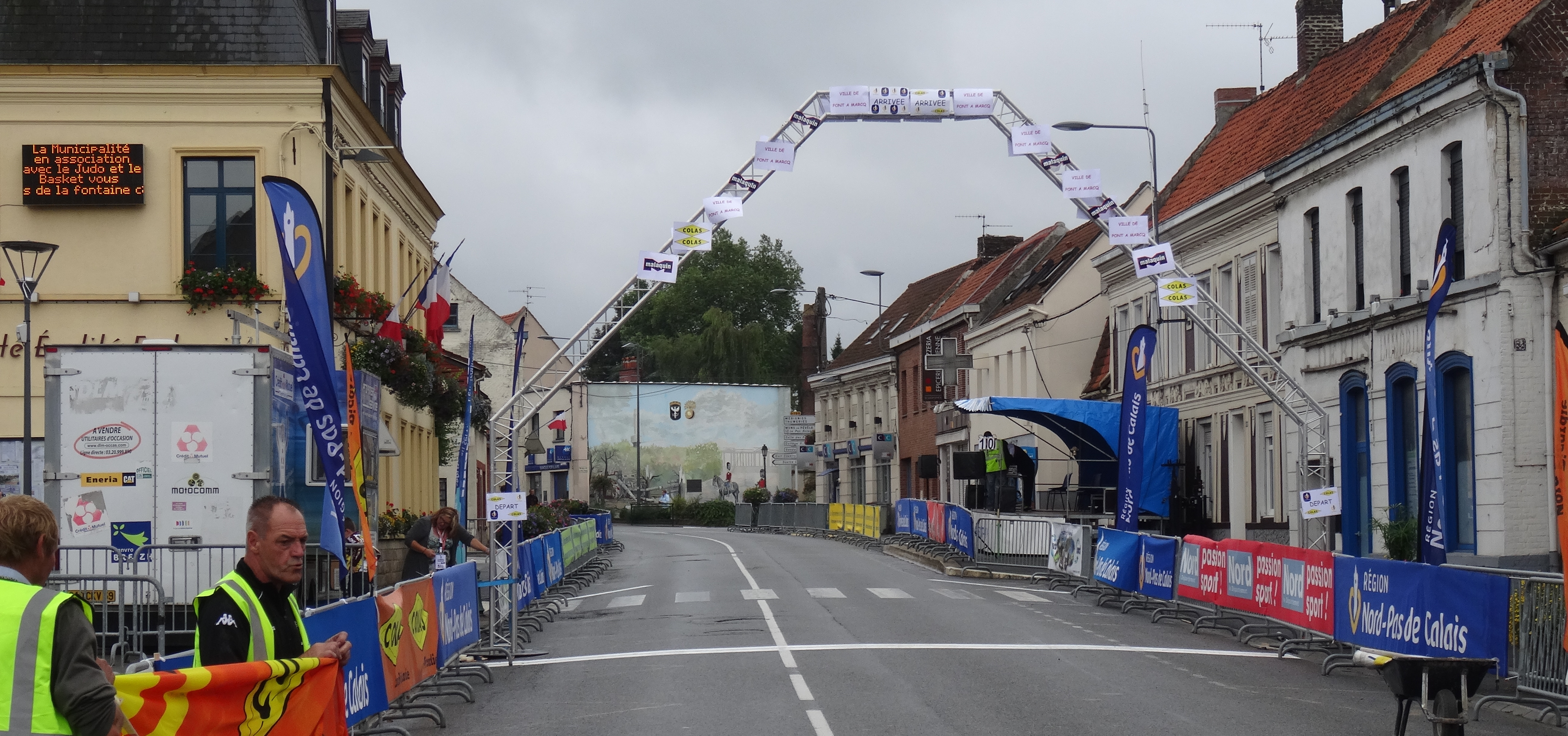
Le départ, face à la mairie.

Le parcours de la Ronde pévéloise 2014 est constitué d'un circuit unique que les coureurs doivent parcourir à dix reprises dans le sens horaire. Le départ, tenant également de lieu d'arrivée, est situé au centre de la commune de Pont-à-Marcq, en face de la mairie. Les coureurs se dirigent vers le sud, traversent les finages de Mérignies, Bersée (où les coureurs se dirigent vers l'ouest), Mons-en-Pévèle, où est situé un secteur pavé long de 400 mètres, immédiatement suivi de l'ascension du Pas Roland, puis remontent vers le nord après avoir traversé le centre-ville, et traversent Mérignies. Ils se dirigent vers l'est, en directions de Tourmignies, puis partent vers l'est via la partie nord du circuit, ils y traversent le hameau du Prez, appartenant à Avelin, et terminent à Pont-à-Marcq.
Pour le 1er tour, le départ réel est situé à Mérignies à 3,1 kilomètres du départ fictif. Sa longueur comptabilisée pour la course est de 14,7 kilomètres. Chaque autre tour mesure 17,9 kilomètres et nécessite 25 min pour être parcouru. Le départ fictif est donné à 13 h, le départ réel à 13 h 5, et l'arrivée est prévue aux alentours de 17 h.

### Équipes
Classée en catégorie 1.2 de l'UCI Europe Tour, la Ronde pévéloise est par conséquent ouverte aux équipes continentales professionnelles françaises, aux équipes continentales, aux équipes nationales et aux équipes régionales et de clubs.
Vingt-quatre équipes participent à cette course : douze équipes continentales et douze équipes de clubs. Le jour de la course, les équipes 3M, Aigle Rouge SC, Brest Iroise Cyclisme 2000 et Eurasia sont absentes.
| Équipe continentales    | Équipe continentales | Équipe continentales |
| Nom de l'équipe         | Pays                 | Code                 |
| ----------------------- | -------------------- | -------------------- |
| 3M                      | Belgique             | MMM                  |
| Aisan Racing            | Japon                | AIS                  |
| BigMat-Auber 93         | France               | BIG                  |
| Differdange-Losch       | Luxembourg           | CCD                  |
| Geumsan Insam Cello     | Corée du Sud         | GIC                  |
| Kuota                   | Allemagne            | TKG                  |
| Leopard Development     | Luxembourg           | LDT                  |
| Roubaix Lille Métropole | France               | RLM                  |
| Shimano Racing          | Japon                | SMN                  |
| Start-Trigon            | Paraguay             | STF                  |
| Veranclassic-Doltcini   | Belgique             | VER                  |
| Wallonie-Bruxelles      | Belgique             | WBC                  |

| Équipes de clubs            | Équipes de clubs | Équipes de clubs |
| Nom de l'équipe             | Pays             | Code             |
| --------------------------- | ---------------- | ---------------- |
| Aigle Rouge SC              | Haïti            | AIR              |
| Armée de Terre              | France           | ADT              |
| Baby-Dump                   | Pays-Bas         | BDC              |
| Baguet-MIBA Poorten-Indulek | Belgique         | BAG              |
| BIC 2000                    | France           | BIC              |
| Colba-Superano Ham          | Belgique         | CMD              |
| CC Nogent-sur-Oise          | France           | NOG              |
| EC Raismes Petite-Forêt     | France           | ECR              |
| ESEG Douai                  | France           | ESD              |
| Eurasia                     | Japon            | EUR              |
| Lotto-Belisol U23           | Belgique         | LTU              |
| VC amateur Saint-Quentin    | France           | VCA              |

### Règlement de la course

#### Primes
Les vingt prix sont attribués suivant le barème de l'UCI,. Le total général des prix distribués est de 6 010 €.
| Position | 1er     | 2e      | 3e    | 4e    | 5e    | 6e    | 7e    | 8e    | 9e    | 10e à 20e |
| Prix     | 2 425 € | 1 210 € | 607 € | 305 € | 240 € | 180 € | 180 € | 118 € | 118 € | 57 €      |

### Organisation
La course est organisée par le club cycliste d'Isbergues Molinghem.

## Classements

### Classement final

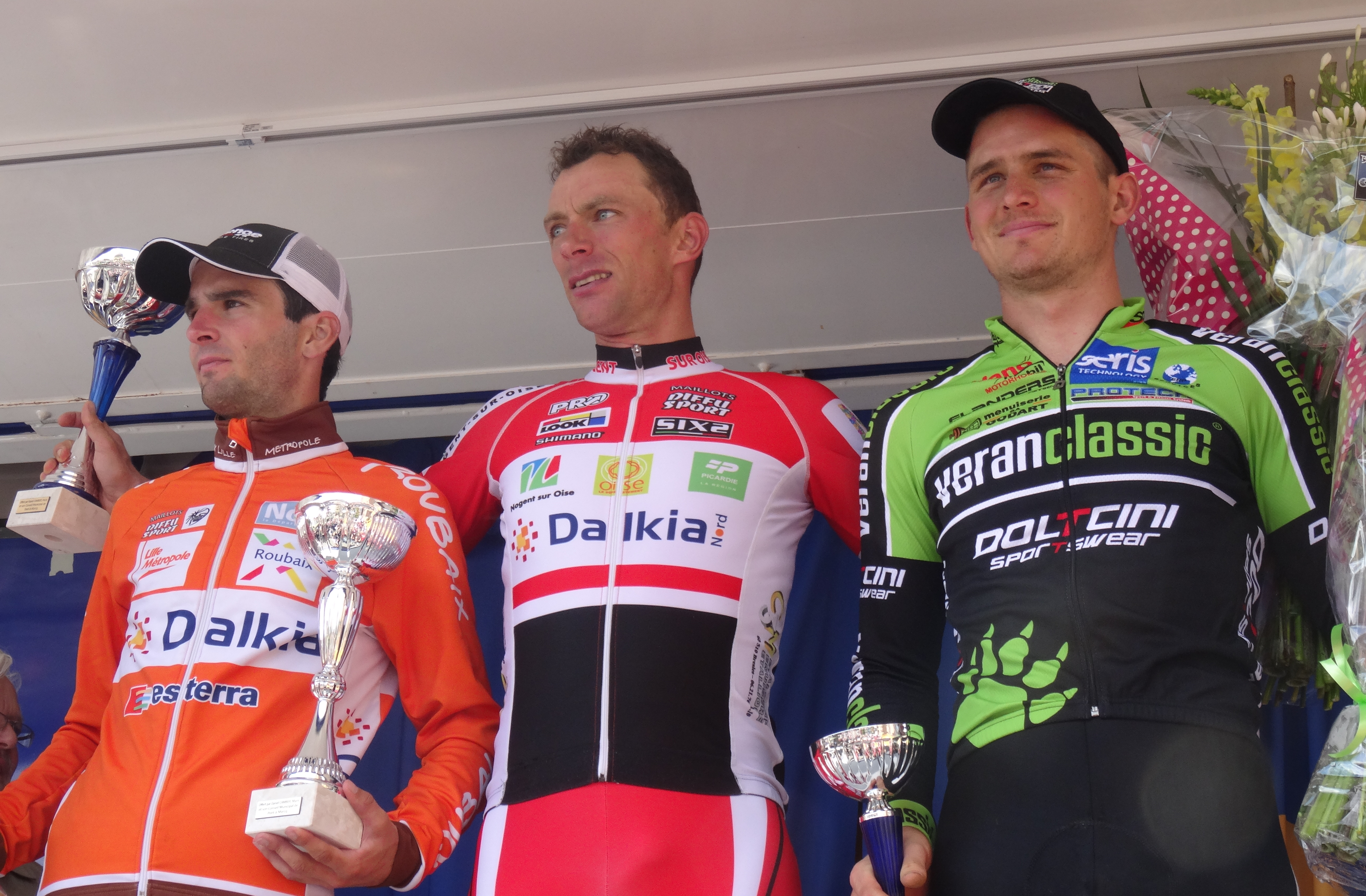
Podium de l'édition 2014 de la Ronde pévéloise : Baptiste Planckaert (2e), Benoît Daeninck (1er) et Cameron Karwowski (3e).

Les huit premiers remportent respectivement quarante, trente, seize, douze, dix, huit, six et trois points à leur classement UCI. Tout coureur arrivant dans un délai dépassant 8 % du temps du vainqueur n'est plus retenu au classement. Les vingt premiers reçoivent un prix dont le cumul est de 6010 € : 2425 € pour le 1er, 1210 € pour le 2d, 607 € pour le 3e, 305 € pour le 4e, 240 € pour le 5e, 180 € pour le 6e et le 7e, 118 € pour le 8e et le 9e, et enfin 57 € du 10e au 20e.
Le Français Benoît Daeninck (CC Nogent-sur-Oise) parcourt les 174,9 kilomètres en 3 h 57 min 52 s, soit à une vitesse moyenne de 44,092 kilomètres par heure. Il effectue son sprint en même temps que le Belge Baptiste Planckaert (Roubaix Lille Métropole), si bien qu'il a fallu attendre le développement de la photo finish pour déterminer de manière sûre le vainqueur. Ils sont immédiatement suivis par le Néo-Zélandais Cameron Karwowski (Veranclassic-Doltcini).
Sur les 134 coureurs qui ont pris le départ, 68 ont franchi la ligne d'arrivée.

### UCI Europe Tour
Cette Ronde pévéloise attribue des points pour l'UCI Europe Tour 2014, par équipes seulement aux coureurs des équipes continentales professionnelles et continentales, individuellement à tous les coureurs des équipes précitées.
| Position           | 1er | 2e | 3e | 4e | 5e | 6e | 7e | 8e |
| Classement général | 40  | 30 | 25 | 20 | 15 | 10 | 5  | 3  |

## Liste des participants
Chaque équipe peut présenter au maximum huit coureurs mais doit en présenter au minimum cinq,.
| Légende | Légende                                                                    | Légende | Légende                                                    |
| ------- | -------------------------------------------------------------------------- | ------- | ---------------------------------------------------------- |
| Num     | Dossard de départ porté par le coureur sur cette Ronde pévéloise           | Pos     | Position à l'arrivée de la course                          |
|         | Indique un maillot de champion national ou mondial, suivi de sa spécialité | NP      | Indique un coureur qui n'a pas pris le départ de la course |
| AB      | Indique un coureur qui n'a pas terminé la course                           | HD      | Indique un coureur qui a terminé la course hors des délais |

| CC Nogent-sur-Oise NOG | CC Nogent-sur-Oise NOG     | CC Nogent-sur-Oise NOG |
| ---------------------- | -------------------------- | ---------------------- |
| Num                    | Coureur                    | Pos                    |
| 1                      | Benoît Daeninck (FRA)      |                        |
| 2                      | Killian Évenot (FRA)       |                        |
| 3                      | Vincent Ginelli (FRA)      |                        |
| 4                      | Yoann Moreau (FRA)         |                        |
| 5                      | Nicolas Garbet (FRA)       |                        |
| 6                      | Félix Pouilly (FRA)        |                        |
| 7                      | Julien Van Haverbeke (FRA) |                        |
| 8                      |                            |                        |

| Lotto-Belisol U23 LTU | Lotto-Belisol U23 LTU      | Lotto-Belisol U23 LTU |
| --------------------- | -------------------------- | --------------------- |
| Num                   | Coureur                    | Pos                   |
| 11                    | Amaury Capiot (BEL)        |                       |
| 12                    | Alexander Geuens (BEL)     |                       |
| 13                    | Daniel McLay (GBR)         |                       |
| 14                    | Bert Ruyters (BEL)         |                       |
| 15                    | Massimo Vanderaerden (BEL) |                       |
| 16                    | Mathias Van Gompel (BEL)   |                       |
| 17                    | Kenneth Van Rooy (BEL)     |                       |
| 18                    | Dieter Verwilst (BEL)      |                       |

| Roubaix Lille Métropole RLM | Roubaix Lille Métropole RLM | Roubaix Lille Métropole RLM |
| --------------------------- | --------------------------- | --------------------------- |
| Num                         | Coureur                     | Pos                         |
| 21                          | Rudy Barbier (FRA)          |                             |
| 22                          | Rudy Kowalski (FRA)         |                             |
| 23                          | Romain Pillon (FRA)         |                             |
| 24                          | Baptiste Planckaert (BEL)   |                             |
| 25                          | Jimmy Turgis (FRA)          |                             |
| 26                          | Maxime Vantomme (BEL)       |                             |
| 27                          | Franck Vermeulen (FRA)      |                             |
| 28                          | Timothy Dupont (BEL)        |                             |

| Leopard Development LDT | Leopard Development LDT | Leopard Development LDT |
| ----------------------- | ----------------------- | ----------------------- |
| Num                     | Coureur                 | Pos                     |
| 31                      | Piero Baffi (ITA)       |                         |
| 32                      | Dennis Coenen (BEL)     |                         |
| 33                      | Kevin Feiereisen (LUX)  |                         |
| 34                      | Alex Kirsch (LUX)       |                         |
| 35                      | Marco König (GER)       |                         |
| 36                      | Florian Salzinger (GER) |                         |
| 37                      | Pit Schlechter (LUX)    |                         |
| 38                      | Tom Thill (LUX)         |                         |

| Wallonie-Bruxelles WBC | Wallonie-Bruxelles WBC   | Wallonie-Bruxelles WBC |
| ---------------------- | ------------------------ | ---------------------- |
| Num                    | Coureur                  | Pos                    |
| 41                     | Maxime Anciaux (BEL)     |                        |
| 42                     | Frédéric Amorison (BEL)  |                        |
| 43                     | Sébastien Delfosse (BEL) |                        |
| 44                     | Antoine Demoitié (BEL)   |                        |
| 45                     | Laurent Evrard (BEL)     |                        |
| 46                     | Tom Dernies (BEL)        |                        |
| 47                     | Boris Dron (BEL)         |                        |
| 48                     | Julien Stassen (BEL)     |                        |

| Kuota TKG | Kuota TKG                 | Kuota TKG |
| --------- | ------------------------- | --------- |
| Num       | Coureur                   | Pos       |
| 51        | Philipp Becker (GER)      |           |
| 52        | Andre Benoit (GER)        |           |
| 53        | Jan Deutschmann (GER)     |           |
| 54        | Micha Glowatzki (GER)     |           |
| 55        | Michael Kurth (GER)       |           |
| 56        | Florian Monreal (GER)     |           |
| 57        | Robert Retschke (GER)     |           |
| 58        | Joachim Tolles (de) (GER) |           |

| BigMAt-Auber 93 BIG | BigMAt-Auber 93 BIG                       | BigMAt-Auber 93 BIG |
| ------------------- | ----------------------------------------- | ------------------- |
| Num                 | Coureur                                   | Pos                 |
| 61                  | Alo Jakin (FRA)                           | 20e                 |
| 62                  | Flavien Dassonville (FRA) (Route espoirs) | AB                  |
| 63                  | Pierre Gouault (FRA)                      | 9e                  |
| 64                  | Maxime Renault (FRA)                      | 34e                 |
| 65                  | Stéphane Rossetto (FRA)                   |                     |
| 66                  | Steven Tronet (FRA)                       |                     |
| 67                  | Théo Vimpère (FRA)                        |                     |
| 68                  | Yannis Yssaad (FRA)                       | AB                  |

| Veranclassic-Doltcini VER | Veranclassic-Doltcini VER       | Veranclassic-Doltcini VER |
| ------------------------- | ------------------------------- | ------------------------- |
| Num                       | Coureur                         | Pos                       |
| 71                        | Giorgio Brambilla (ITA)         |                           |
| 72                        | Gilles Devillers (BEL)          |                           |
| 73                        | Serge Dewortelaer (BEL)         |                           |
| 74                        | Yu Takenouchi (JPN)             |                           |
| 75                        | Gorik Gardeyn (BEL)             |                           |
| 76                        | Joeri Stallaert (BEL)           |                           |
| 77                        | Francesco Van Coppernolle (BEL) |                           |
| 78                        | Kevin Verwaert (BEL)            |                           |

| Baby-Dump BDC | Baby-Dump BDC              | Baby-Dump BDC |
| ------------- | -------------------------- | ------------- |
| Num           | Coureur                    | Pos           |
| 81            | Luuk de Beer (NED)         |               |
| 82            | Pim de Beer (NED)          |               |
| 83            | Marco Brus (NED)           |               |
| 84            | Koos Jeroen Kers (NED)     |               |
| 85            | Teun van Poppel (NED)      |               |
| 86            | Marco Brienissen (NED)     |               |
| 87            | Bart Dielessen (NED)       |               |
| 88            | Patrick van der Duin (NED) |               |

| Start-Trigon STF | Start-Trigon STF                 | Start-Trigon STF |
| ---------------- | -------------------------------- | ---------------- |
| Num              | Coureur                          | Pos              |
| 91               | Ulises Castillo (MEX)            |                  |
| 92               | Carlos Henrique dos Santos (BRA) |                  |
| 93               | Gustavo Miño (PAR)               |                  |
| 94               | David van Eerd (NED)             |                  |
| 95               | Mauricio Frazer (ARG)            |                  |
| 96               | Elias Busk (DEN)                 |                  |
| 97               | Jonathan Sarmiento (COL)         |                  |
| 98               | Eugen Wacker (KGZ)               |                  |

| Armée de Terre ADT | Armée de Terre ADT     | Armée de Terre ADT |
| ------------------ | ---------------------- | ------------------ |
| Num                | Coureur                | Pos                |
| 101                | Jordan Levasseur (FRA) |                    |
| 102                | Dany Maffeïs (FRA)     |                    |
| 103                | Marc Sarreau (FRA)     |                    |
| 104                | David Menut (FRA)      |                    |
| 105                | Alexis Bodiot (FRA)    |                    |
| 106                | Benoît Sinner (FRA)    |                    |
| 107                | Julien Gonnet (FRA)    |                    |
| 108                | Julien Pion (FRA)      |                    |

| ESEG Douai ESD | ESEG Douai ESD          | ESEG Douai ESD |
| -------------- | ----------------------- | -------------- |
| Num            | Coureur                 | Pos            |
| 111            | Samuel Leroux (FRA)     |                |
| 112            | Valentin Gouel (FRA)    |                |
| 113            | Arthur Fobert (FRA)     |                |
| 114            | Maxime Huygens (FRA)    |                |
| 115            | Victor Fobert (FRA)     |                |
| 116            | Dimitri Ilongo (FRA)    |                |
| 117            | Matthias Legley (BEL)   |                |
| 118            | Rémi Delmarquette (BEL) |                |

| Aisan Racing AIS | Aisan Racing AIS           | Aisan Racing AIS |
| ---------------- | -------------------------- | ---------------- |
| Num              | Coureur                    | Pos              |
| 121              | Yasuharu Nakajima (JPN)    |                  |
| 122              | Shinpei Fukuda (de) (JPN)  |                  |
| 123              | Yoshimitsu Hiratsuka (JPN) |                  |
| 124              | Ryohei Komori (JPN)        |                  |
| 125              | Tomohiro Hayakawa (JPN)    |                  |
| 126              | Hideto Nakane (JPN)        |                  |
| 127              | Kazuhiro Mori (JPN)        |                  |
| 128              | Takeaki Ayabe (JPN)        |                  |

| BIC 2000 BIC | BIC 2000 BIC              | BIC 2000 BIC |
| ------------ | ------------------------- | ------------ |
| Num          | Coureur                   | Pos          |
| 131          | Olivier Le Gac (FRA)      |              |
| 132          | David Le Lay (FRA)        |              |
| 133          | Franck Bonnamour (FRA)    |              |
| 134          | Anthony Haspot (FRA)      |              |
| 135          | Yann Botrel (FRA)         |              |
| 136          | Vincent Guézennec (FRA)   |              |
| 137          | Geoffrey Millour (FRA)    |              |
| 138          | Maxime Le Montagner (FRA) |              |

| EC Raismes Petite-Forêt ECR | EC Raismes Petite-Forêt ECR | EC Raismes Petite-Forêt ECR |
| --------------------------- | --------------------------- | --------------------------- |
| Num                         | Coureur                     | Pos                         |
| 141                         | Florent Brele (FRA)         |                             |
| 142                         | Alexis Caresmel (FRA)       |                             |
| 143                         | Mickaël Delabre (FRA)       |                             |
| 144                         | Florian Deriaux (FRA)       |                             |
| 145                         | Medhi Flahaut (FRA)         |                             |
| 146                         | Sébastien Harbonnier (FRA)  |                             |
| 147                         | Christophe Masson (FRA)     |                             |
| 148                         | Nicolas Pelleriaux (FRA)    |                             |

| Shimano Racing SMN | Shimano Racing SMN    | Shimano Racing SMN |
| ------------------ | --------------------- | ------------------ |
| Num                | Coureur               | Pos                |
| 151                | Yusuke Hatanaka (JPN) |                    |
| 152                | Shotaro Iribe (JPN)   |                    |
| 153                | Hayato Yoshida (JPN)  |                    |
| 154                | Ryōma Nonaka (JPN)    |                    |
| 155                | Keisuke Kimura (JPN)  |                    |
| 156                | Darren Low (SIN)      |                    |
| 157                | Kota Yokoyama (JPN)   |                    |
| 158                |                       |                    |

| 3M MMM | 3M MMM                   | 3M MMM |
| ------ | ------------------------ | ------ |
| Num    | Coureur                  | Pos    |
| 161    | Jaap de Man (NED)        |        |
| 162    | Tom Devriendt (BEL)      |        |
| 163    | Jimmy Janssens (BEL)     |        |
| 164    | Sebastiaan Pot (NED)     |        |
| 165    | Christophe Sleurs (BEL)  |        |
| 166    | Melvin van Zijl (NED)    |        |
| 167    | Emiel Vermeulen (BEL)    |        |
| 168    | Michael Vingerling (NED) |        |

| Colba-Superano Ham CMD | Colba-Superano Ham CMD      | Colba-Superano Ham CMD |
| ---------------------- | --------------------------- | ---------------------- |
| Num                    | Coureur                     | Pos                    |
| 171                    | Pieter Buyle (BEL)          |                        |
| 172                    | Robin Sleeuwagen (BEL)      |                        |
| 173                    | Jeroen Goeleven (BEL)       |                        |
| 174                    | Gaëtan Marion (BEL)         |                        |
| 175                    | Glenn Velle (BEL)           |                        |
| 176                    | Brent Van de Kerkhove (BEL) |                        |
| 177                    | Mathias Vandenheede (BEL)   |                        |
| 178                    | Dany Lacroix (BEL)          |                        |

| VC amateur Saint-Quentin VCA | VC amateur Saint-Quentin VCA | VC amateur Saint-Quentin VCA |
| ---------------------------- | ---------------------------- | ---------------------------- |
| Num                          | Coureur                      | Pos                          |
| 181                          | Fabrice Debrabant (FRA)      |                              |
| 182                          | Grégoire Denève (FRA)        |                              |
| 183                          | Joris Cornet (BEL)           |                              |
| 184                          | Alexandre Baillet (FRA)      |                              |
| 185                          | Quentin Tanis (FRA)          |                              |
| 186                          | Mickaël Welvaert (FRA)       |                              |
| 187                          | Nicolas Bertuille (BEL)      |                              |
| 188                          |                              |                              |

| Geumsan Insam Cello GIC | Geumsan Insam Cello GIC | Geumsan Insam Cello GIC |
| ----------------------- | ----------------------- | ----------------------- |
| Num                     | Coureur                 | Pos                     |
| 191                     | Yoo Ki-hong (KOR)       |                         |
| 192                     | Kang Sung-joon (KOR)    |                         |
| 193                     | Choe Ki-ho (KOR)        |                         |
| 194                     | Choe Jung-hwa (KOR)     |                         |
| 195                     | Joshua Aldridge (NZL)   |                         |
| 196                     | Laurent Groom (AUS)     |                         |
| 197                     |                         |                         |
| 198                     |                         |                         |

| Eurasia EUR | Eurasia EUR            | Eurasia EUR |
| ----------- | ---------------------- | ----------- |
| Num         | Coureur                | Pos         |
| 201         | Naoya Yoshioka (JPN)   |             |
| 202         | Takamasa Shimizu (JPN) |             |
| 203         | Tatsuki Amagoi (JPN)   |             |
| 204         | Masaru Nakazato (JPN)  |             |
| 205         | Yu Nojima (JPN)        |             |
| 206         | Michimasa Nakai (JPN)  |             |
| 207         | Masato Kanai (JPN)     |             |
| 208         | Takeaki Ayabe (JPN)    |             |

| Baguet-MIBA Poorten-Indulek BAG | Baguet-MIBA Poorten-Indulek BAG | Baguet-MIBA Poorten-Indulek BAG |
| ------------------------------- | ------------------------------- | ------------------------------- |
| Num                             | Coureur                         | Pos                             |
| 211                             | Timmy Diependaele (BEL)         |                                 |
| 212                             | Ruben De Marez (BEL)            |                                 |
| 213                             | Jasper Van der Schelden (BEL)   |                                 |
| 214                             | Thomas Vancutsem (BEL)          |                                 |
| 215                             | Elroy Elpers (BEL)              |                                 |
| 216                             | Dante Verlee (BEL)              |                                 |
| 217                             | Ruben Geerinckx (BEL)           |                                 |
| 218                             | Matthias Onghena (BEL)          |                                 |

| Aigle Rouge SC AIR | Aigle Rouge SC AIR          | Aigle Rouge SC AIR |
| ------------------ | --------------------------- | ------------------ |
| Num                | Coureur                     | Pos                |
| 221                | Israël Saint-Fleurant (HAI) |                    |
| 222                | Musselo Exantus (HAI)       |                    |
| 223                | Agnous Laurenceau (HAI)     |                    |
| 224                | Jhon Pierre (HAI)           |                    |
| 225                | Jean-Luckner Noël (HAI)     |                    |
| 226                |                             |                    |
| 227                |                             |                    |
| 228                |                             |                    |

| Differdange-Losch CCD | Differdange-Losch CCD  | Differdange-Losch CCD |
| --------------------- | ---------------------- | --------------------- |
| Num                   | Coureur                | Pos                   |
| 231                   | Vytautas Kaupas (LTU)  |                       |
| 232                   | Gediminas Kaupas (LTU) |                       |
| 233                   | Sven Fritsch (LUX)     |                       |
| 234                   | Damien Garcia (FRA)    |                       |
| 235                   | César Bihel (FRA)      |                       |
| 236                   | Jānis Dakteris (LAT)   |                       |
| 237                   |                        |                       |
| 238                   |                        |                       |